# Pierre Mille
Pierre Mille (* 27. November 1864 in Choisy-le-Roi, Département Val-de-Marne; † 13. Januar 1941 in Paris) war ein französischer Schriftsteller und Journalist.
In seinen Romanen verarbeitete er Erfahrungen aus dem französischen Kolonialleben.

## Werke

### Als Autor
Prosa
- Barnavaux-Trilogie

1. Barnaveaux et quelques femmes. 16. Aufl. Calman-Lévy, Paris 1916
2. Louise et Barnaveaux. Calmán-Lévy, Paris 1912
3. Barnavaux aux colonies. L'Harmattan, Paris 2002, ISBN 2-7475-2144-3

- Le Monarque. 8. Aufl. Calmán-Lévy, Paris 1914
- En Croupe de Bellone. 3. Aufl. Crès, Paris 1916
- Monsieur Barbe-Bleue... et Madame. P. Éditions „Le Livre“, Paris 1922
  - Auszug, Übers. Irene Kafka: Ihr furchtbarstes Erlebnis, Simplicissimus, Jg. 31, 1936, H. 6, S. 67 Volltext
- Le diable au Sahara. Michel, Paris 1925
- Mes trônes et mes dominations. Éditions des Portigues, Paris 1930
- Douze Histoires de Bêtes. Illustr. Alfred Le Petit. Rene Kieffer, Paris 1931
- Mémoires d'un vagabond en retraite. 11. Aufl. Ramblot, Paris 1932
- Les Aventuriers. Roman. Calmán-Lévy, Paris 1937
- Übers. Maria Ewers-aus’m Weerth: Marianne – Übersee. Vorwort Hanns Heinz Ewers. Georg Müller, München 1912
- Ramary und Kétaka. Exotische Novellen[1]. 2. Aufl. Georg Müller, München 1913. Übers. Maria Ewers aus'm Weerth
- Das Totenschiff. Erzählungen. Georg Müller, München 1926
- Das Totenschiff. Aus dem Französischen übersetzt, mit Anmerkungen und einem Nachwort versehen von Ulrich Klappstein. jmb-Verlag, Hannover 2011 ISBN 978-3-940970-66-4

Sachbücher
- Au Congo belge, avec des notes et des documents récents relatifs au Congo français, 1899 Digitalisat
- Le Congo léopoldien, 1905
- Les Deux Congo devant la Belgique et devant la France, 1906
- Le bol de Chine ou divagations sur les beaux-arts. Crès, Paris 1920
- L'écrivain. „Les caracteres de ce temps“. Paris 1925
- Le roman français. Firmion-Didot, Paris 1938

Vorworte
- De Bayser: Trans-Afrique. SGMC, Paris 1933
- Robert Deville: Virton la Marne. Chapelot, Paris 1916
- Martial Doze: A la recherche de Barnavaux. Fournier, Paris 1929
- Eugène Pujarniscle: Philoxène ou de la littérature coloniale. Firmin-Didot, Paris 1931
- Victor de Samès: Kahinor. Mœrs arabes; roman. Baudinières, Paris 1927

### Als Herausgeber
- Anthologie des humoristes français contemporains. Delegrave, Paris 1931
- Chez les fils de l'ombre et du soleil. Firmin-Didot, Paris 1931

### Als Übersetzer
- Israel Zangwill: Les enfants du ghetto. Crès, Paris 1918

## Notizen
1. ↑  Inhalt: Ramary und Kétaka; Der Gott; Ruy Blas; Unnötige Vorsicht; Frau Murrays Rache; Gerechtigkeit; Der Romanzero; Der Angriff; Der Sieg; Barnavaux, der Sieger; Barnavaux, der Staatsmann; Jenseits von Gut und Böse; Der Japaner

| Personendaten    | Personendaten                               |
| ---------------- | ------------------------------------------- |
| NAME             | Mille, Pierre                               |
| KURZBESCHREIBUNG | französischer Schriftsteller und Journalist |
| GEBURTSDATUM     | 27. November 1864                           |
| GEBURTSORT       | Choisy-le-Roi, Département Val-de-Marne     |
| STERBEDATUM      | 13. Januar 1941                             |
| STERBEORT        | Paris                                       |